# آردینگلی
آردینگلی (به انگلیسی: Ardingly) یک روستا و محله مدنی در بریتانیا است که در مید ساسکس واقع شده‌است. آردینگلی ۱۶٫۰۹ کیلومتر مربع مساحت و ۱٬۸۳۳ نفر جمعیت دارد.